# Луис Жуниор (футболист, 2001)
Луи́с Лу́сио Рейс Жу́ниор (порт.-браз. Luiz Lúcio Reis Júnior); более известен как Луис Жуниор (порт. Luiz Júnior род. 14 января 2001, Пикус, Пиауи) — бразильский футболист, вратарь испанского клуба «Вильярреал».

## Клубная карьера
Жуниор — воспитанник клубов «Диадема», «Мирасол» и португальских «Риу Аве» и «Фамаликан». 27 ноября 2020 года в матче против «Пасуш де Феррейра» он дебютировал в Сангриш лиге в составе последнего. В ноябре 2023 года Луис подписал новый контракт с клубом на 5 лет.